# Helicosporium albidum
Helicosporium albidum är en svampart som beskrevs av Grove 1886. Helicosporium albidum ingår i släktet Helicosporium och familjen Tubeufiaceae.   Inga underarter finns listade i Catalogue of Life.